# Svetlana Gladyševa
Svetlana Alekseevna Gladyševa (in russo Светлана Алексеевна Гладышева?; Ufa, 13 settembre 1971) è una dirigente sportiva ed ex sciatrice alpina russa, specialista di discesa libera e supergigante.
Agli inizi della carriera, prima della dissoluzione dell'Unione Sovietica (1991), gareggiò per la nazionale sovietica; ai XVI Giochi olimpici invernali di Albertville 1992 fece parte della Squadra Unificata.

## Biografia

### Carriera sciistica

#### Stagioni 1989-1992
La Gladyševa debuttò in campo internazionale ai Mondiali juniores di Aleyska 1989 e ottenne il primo piazzamento di rilievo in Coppa del Mondo il 14 gennaio 1990 nella combinata di Haus, giungendo 15ª. Due mesi dopo, il 21 e 22 marzo, colse i primi risultati importanti della carriera vincendo la medaglia d'oro nella discesa libera e quella d'argento nel supergigante ai Mondiali juniores di Zinal.
Alla sua prima partecipazione ai Campionati mondiali, Saalbach-Hinterglemm 1991, vinse a sorpresa la medaglia di bronzo nella discesa libera. Il 9 marzo dello stesso anno conquistò il suo primo podio in Coppa del Mondo, a Lake Louise in discesa libera, mentre l'anno dopo, ai XVI Giochi olimpici invernali di Albertville 1992 - suo debutto olimpico -, si classificò 8ª nella discesa libera, 25ª nel supergigante e 12ª nella combinata.

#### Stagioni 1993-1998
Ai Mondiali di Morioka 1993 fu 16ª nella discesa libera e 30ª nel supergigante e l'anno dopo, ai XVII Giochi olimpici invernali di Lillehammer 1994, vinse la medaglia d'argento nel supergigante partendo col pettorale 35 e giungendo dietro alla statunitense Diann Roffe. Fu inoltre 17ª nella discesa libera e non concluse la combinata. Nella stagione 1994-1995 vinse la Coppa Europa, a pari merito con la svizzera Sylviane Berthod, e in quella successiva partecipò ai Mondiali della Sierra Nevada, classificandosi 17ª nella discesa libera, 31ª nel supergigante, 25ª nello slalom gigante e 21ª nello slalom speciale.
All'inizio della stagione 1996-1997, il 7 dicembre a Vail, ottenne in supergigante la sua unica vittoria, nonché ultimo podio, in Coppa del Mondo; l'atleta russa prese quindi parte ai Mondiali di Sestriere, sua ultima presenza iridata, chiudendo 19ª nella discesa libera, 14ª nel supergigante e non completando lo slalom gigante. Si congedò dai Giochi olimpici a Nagano 1998, dove fu 5ª nella discesa libera e 13ª nel supergigante, e si ritirò nello stesso anno: la sua ultima gara in carriera fu il supergigante di Coppa del Mondo disputato a Val-d'Isère il 10 dicembre, che la Gladyševa non portò a termine.

### Carriera dirigenziale
Dal 2010 al 2014 è stata presidente della Federazione di sci alpino e snowboard della Russia.

## Palmarès

### Olimpiadi
- 1 medaglia:
  - 1 argento (supergigante a Lillehammer 1994)

### Mondiali
- 1 medaglia:
  - 1 bronzo (discesa libera a Saalbach-Hinterglemm 1991)

### Mondiali juniores
- 2 medaglie:
  - 1 oro (discesa libera a Zinal 1990)
  - 1 argento (supergigante a Zinal 1990)

### Coppa del Mondo
- Miglior piazzamento in classifica generale: 25ª nel 1997
- 3 podi:
  - 1 vittoria
  - 2 terzi posti

#### Coppa del Mondo - vittorie
| Data            | Località | Paese       | Specialità |
| --------------- | -------- | ----------- | ---------- |
| 7 dicembre 1996 | Vail     | Stati Uniti | SG         |

Legenda:

SG = supergigante

### Coppa Europa
- Vincitrice della Coppa Europa nel 1996
- Vincitrice della classifica di discesa libera nel 1992 e nel 1996
- 5 podi (dati dalla stagione 1994-1995):
  - 1 vittoria
  - 4 secondi posti

#### Coppa Europa - vittorie
| Data            | Località   | Paese   | Specialità |
| --------------- | ---------- | ------- | ---------- |
| 3 febbraio 1996 | Innerkrems | Austria | SG         |

Legenda:

SG = supergigante

### Campionati russi
- 10 medaglie (dati dalla stagione 1994-1995):
  - 6 ori (supergigante, slalom gigante nel 1995; discesa libera, supergigante, slalom gigante, slalom speciale nel 1996)
  - 3 argenti (discesa libera, supergigante nel 1997; discesa libera nel 1998)
  - 1 bronzo (supergigante nel 1998)